# Harpalos
Harpalos, gr. Ἅρπαλος (zm. w 323 p.n.e.) – przyjaciel i zaufany skarbnik króla Macedonii Aleksandra Wielkiego podczas jego wyprawy na Persję. 
Pochodził z arystokratycznego rodu z górnomacedońskiego Elimiotis. Od dzieciństwa towarzyszył przyszłemu władcy Macedonii, z którym wspólnie pobierał nauki w Miezie i został wygnany z Pelli podczas kryzysu dynastycznego w 337/336 p.n.e.
W czasie wyprawy azjatyckiej zajmował się finansami armii macedońskiej; sprzeniewierzył się po raz pierwszy opuszczając Aleksandra przed bitwą pod Issos. Odzyskał jednak jego łaski i w 331 p.n.e. przywrócony na urząd wielkiego skarbnika imperium, został też następnie mianowany (od lata 330 r. p.n.e.) nadzorcą głównego skarbca w Babilonie. 
W 325 r. p.n.e., w trakcie indyjskiej kampanii Aleksandra, wykorzystując pogłoski o śmierci władcy, Harpalos dokonywał znacznych nadużyć czerpiąc ze skarbu państwowego na własne potrzeby. Miał nawet rozważać utworzenie własnego państwa na obszarze Cylicji, Syrii i Fenicji. Następnie, w obawie przed sankcjami ze strony króla, zbiegł w 324 p.n.e. z Babilonu chroniąc się w Cylicji. Stamtąd uciekł do Aten wraz z flotą i 6 tysiącami najemników, wywożąc też zasoby skarbca o wartości 5 tysięcy talentów. Ateńczycy przyjęli go z zastrzeżeniami, przejściowo internując za poręczeniem Demostenesa. Nie ufając im jednak i obawiając się wydania go Aleksandrowi, Harpalos (najpewniej dzięki przekupstwu) zbiegł na Kretę z oddziałem swych najemników, gdzie w 323 r. p.n.e. jeden z nich go zamordował. 